# Ахмедханов, Ризван Усманович
Ризван Усманович Ахмедханов (род. 4 февраля 1993, Избербаш, Россия) — российский футболист, полузащитник.

## Карьера
Родился 4 февраля 1993 года в Избербаше. Отец игрока был болельщиком московского «Спартака» и, по словам самого Ризвана, передал ему «любовь к футболу». В 7 лет Ризвана записали в футбольную секцию, его первым тренером стал Мухтар Ялдарбеков. Первое время Ахмедханов действовал на позиции вратаря, но позже переквалифицировался в полевого игрока. В 14 лет он попал в Училище олимпийского резерва в Волгограде в команду к наставнику Валентину Андреевичу Парри. Поначалу тренер использовал Ризвана в качестве левого защитника, а затем перевёл его в опорную зону. Перед дебютом в профессиональном футболе Ахмедханов играл за «Водник» из Калача-на-Дону, «Динамо» из Николаевска и «Текстильщик» из Камышина, выступавшие в то время в чемпионате Волгоградской области. Также он принимал участие в сборах молодёжного состава «Анжи», но в итоге контракт с махачкалинской командой подписан не был.
В 2012 году Ахмеджанов подписал контракт с «Энергией» из Волжского — клубом второго российского дивизиона. В первом сезоне он провёл 22 матча в первенстве, в основном выходя на замену, но уже в следующем розыгрыше турнира с назначением на должность главного тренера Дениса Зубко стал чаще появляться в стартовом составе. В 2014 году клуб, однако, был расформирован и Ризван пополнил ряды майкопской «Дружбы». 8 августа 2014 года Ахмедханов оформил хет-трик в матче 1/128 Кубка России против «Динамо-ГТС». В «Дружбе» полузащитник играл в течение шести сезонов, став за это время одним из лидеров клуба. Команда при этом редко рассматривалась как претендент на выход в ФНЛ, и Ризван в 2020 году покинул майкопский коллектив, присоединившись к новороссийскому «Черноморцу». Всего за «Дружбу» Ахмедханов провёл 155 встреч и забил 19 голов.
В «Черноморце» Ахмедханов быстро стал одним из ключевых игроков команды и даже был назначен капитаном команды. В первой части сезона он был лидером группы 1 Второго дивизиона по количеству результативных передач, а во второй части после травмы нападающего Ивана Тимошенко начал стабильно отличаться забитыми голами. В итоге Ризван записал на свой счёт 18 мячей, став лучшим бомбардиром южной зоны ПФЛ, и отдал 12 ассистов. Также он отметился 4 голами и тремя передачами в матчах Кубка России. 2 июня 2021 года Ахмедханов оформил хет-трик в игре против своей бывшей команды — майкопской «Дружбы». Полузащитник стал первым в истории футболистом «Черноморца», сумевшим занять первое место в гонке бомбардиров первенства, а также был признан лучшим игроком сезона группы 1. Летом Ахмедханов поехал на сборы с вышедшей в ФНЛ «Кубанью», но не подошёл тренерскому штабу и принял решение присоединиться к «Форте». Зимой Ризван вернулся в «Черноморец».
В июле 2022 года Ахмедханов перешёл в «Ротор». Как сказал сам футболист, игра в волгоградском клубе была его «детско-юношеской мечтой», так как он является воспитанником местного училища олимпийского резерва. Ризван стал капитаном команды. 30 июля в своём втором матче за «Ротор», в котором соперником волжан был «Спартак-Нальчик», полузащитник оформил дубль, а его клуб одержал победу 2:0. Второй гол Ризвана стал для него 50-м в карьере в играх Второй лиги.
Игрок забил 6 мячей в 27 играх сезона 2022/2023.

## Достижения
- Лучший бомбардир Группы 1 Первенства ПФЛ 2020/2021 (18 мячей)
- Лучший игрок Группы 1 Первенства ПФЛ 2020/2021

## Личная жизнь
Женат, супругу зовут Луиза. Старший брат Ризвана в прошлом также был профессиональным футболистом. Он является выпускником волгоградского училища олимпийского резерва, играл за «Дагдизель» во Втором дивизионе, но завершил карьеру из-за травмы и занялся тренерской деятельностью.

## Статистика выступлений
| Выступление               | Выступление      | Выступление      | Первенство | Первенство | Кубок | Кубок | Итого | Итого |
| Клуб                      | Лига             | Сезон            | Игры       | Голы       | Игры  | Голы  | Игры  | Голы  |
| ------------------------- | ---------------- | ---------------- | ---------- | ---------- | ----- | ----- | ----- | ----- |
| Энергия                   | III              | 2012/13          | 22         | 0          | 0     | 0     | 22    | 0     |
| Энергия                   | III              | 2013/14          | 26         | 2          | 1     | 0     | 27    | 2     |
| Энергия                   | Итого            | Итого            | 48         | 2          | 1     | 0     | 49    | 2     |
| Дружба                    | III              | 2014/15          | 25         | 2          | 3     | 3     | 28    | 5     |
| Дружба                    | III              | 2015/16          | 24         | 3          | 1     | 0     | 25    | 3     |
| Дружба                    | III              | 2016/17          | 28         | 1          | 1     | 0     | 29    | 1     |
| Дружба                    | III              | 2017/18          | 32         | 1          | 2     | 0     | 34    | 1     |
| Дружба                    | III              | 2018/19          | 24         | 3          | 1     | 0     | 25    | 3     |
| Дружба                    | III              | 2019/20          | 17         | 6          | 2     | 2     | 19    | 8     |
| Дружба                    | Итого            | Итого            | 150        | 16         | 10    | 5     | 160   | 21    |
| Черноморец (Новороссийск) | III              | 2020/21          | 28         | 18         | 4     | 3     | 32    | 21    |
| Форте                     | III              | 2021/22          | 15         | 4          | 3     | 0     | 18    | 4     |
| Черноморец (Новороссийск) | III              | 2021/22          | 12         | 6          | 0     | 0     | 12    | 6     |
| Ротор                     | III              | 2022/23          | 6          | 3          | 0     | 0     | 6     | 3     |
| Всего за карьеру          | Всего за карьеру | Всего за карьеру | 259        | 49         | 18    | 8     | 277   | 57    |